# Schratsegel

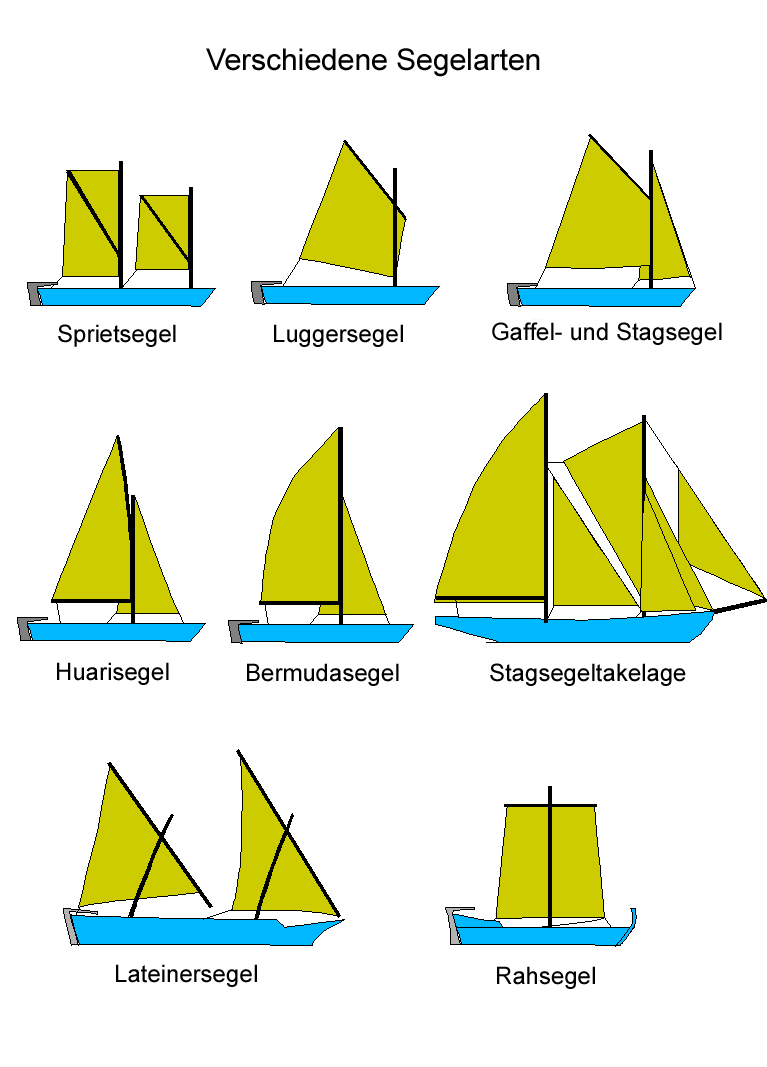
Mit Ausnahme des Rahsegels sind alle anderen Segel Schratsegel

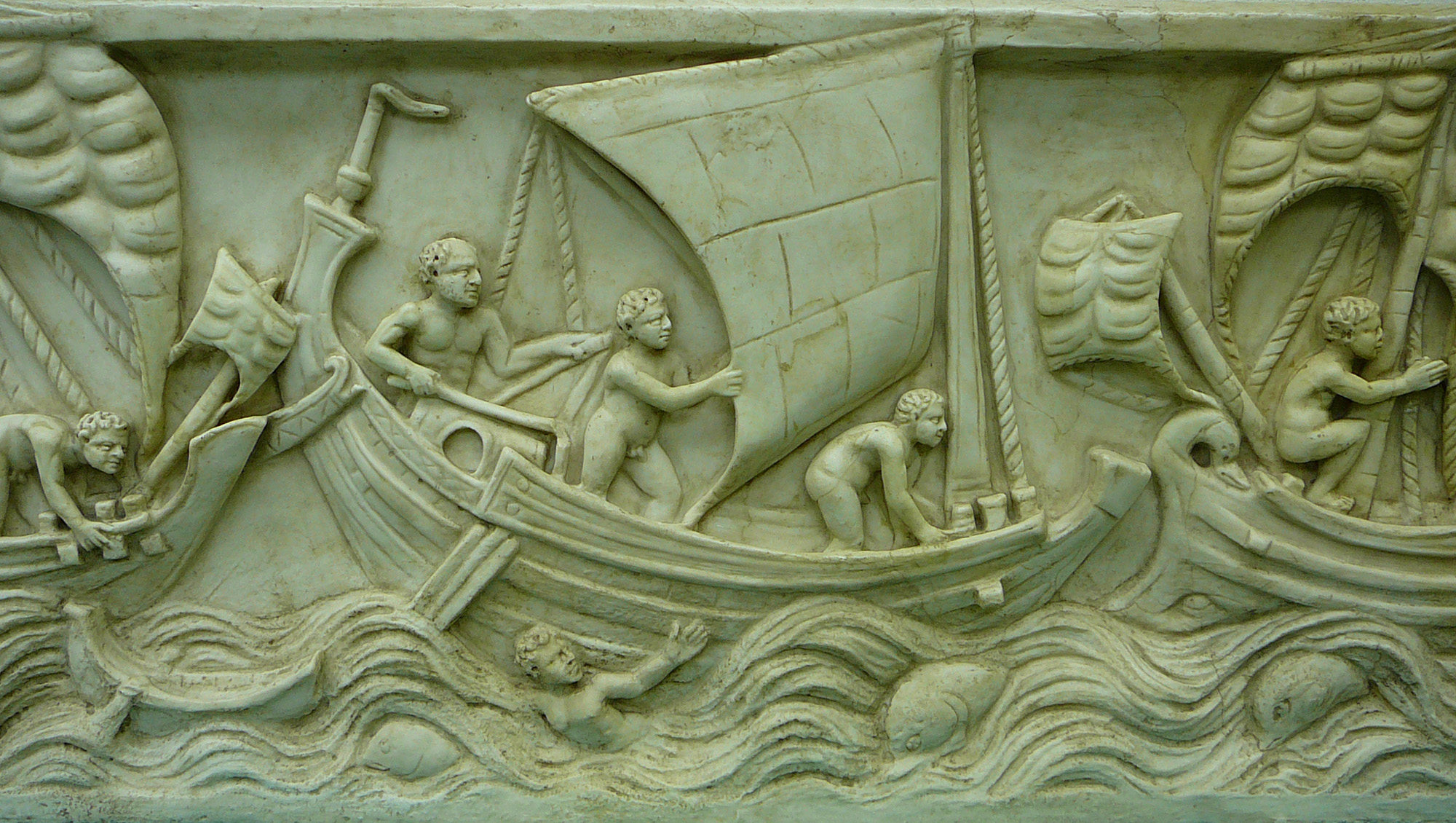
Eine der ältesten Abbildungen eines Schratsegels: Corbita mit Sprietsegel (3. Jh. n. Chr.).

Schratsegel ist ein Sammelbegriff für alle Segel, die in Ruhestellung in Richtung der Schiffslängsachse gesetzt werden. Bei Segelschiffen mit Schratsegeln wird auch von Schrattakelung gesprochen.
Auf modernen Jollen und Yachten werden am Wind nur Schratsegel eingesetzt, da sie höhere Kurse am Wind erlauben als Rahsegel und auch einfacher zu bedienen sind. Schratsegel sind heute meist dreieckig (meist Hochsegel), früher oft auch viereckig (Gaffelsegel, Sprietsegel usw.).
In der Seemannssprache haben alle Teile des Segels spezielle Namen: Die Vorderkante wird als Vorliek, die Unterkante als Unterliek und die Hinterkante als Achterliek bezeichnet. Die Ecken des Segels werden als Kopf (obere Ecke), Hals (untere vordere Ecke) und Schothorn bezeichnet. Der Kopf des Segels, an dem das Fall befestigt wird, ist bei großen Segeln meist durch ein spezielles Kopfbrett verstärkt.
Bei den Schratsegeln ist das Vorliek am Mast befestigt oder mit Stagreitern an einem Stag (Stagsegel). Die Stellung eines Schratsegels zum Wind wird durch eine Schot eingestellt. Schratsegel tragen, je nach Art der Anbringung und Form spezielle Namen wie Fock, Klüver, Gaffel- und Gaffeltopsegel sowie Spitz- und Hochsegel.
Zu den bekanntesten Schratsegelschiffstypen gehören Ewer, Gaffelschoner, Galiot, Ketsch, Kutter, Schoner, Slup, Yawl, Logger und Tjalk. Aber auch Kat-getakelte Boote gehören hierzu. Sie besitzen lediglich Segel hinter dem Mast (meist ein Mast, aber auch mehrere Masten sind möglich).

## Vergleich zu Rahsegeln
Schratgetakelte Schiffe können höher am Wind fahren als rahgetakelte. Ein modernes Bermudarigg kann einen Kurs von bis zu 30 Grad anliegen, ein klassisches Schratrigg einen Kurs von 45 bis 50 Grad und ein Rahrigg kann Kurse zum Wind von etwa 60 Grad erreichen. Schratgetakelte Schiffe können auch besser wenden, während rahgetakelte Schiffe schwerer und im Extremfall – etwa bei Schwachwind oder ungünstigem Wellengang –  überhaupt nicht wenden können. Schließlich verursachen Fahrtrichtungsänderungen auf schratgetakelten Schiffen weniger Arbeit, weil bei gleich großer Segelfläche in der Regel weniger Schoten („Seile“) zu bedienen sind.
Andererseits hat die Rahtakelung Vorteile auf Vor-Wind-Kursen (bei „Rückenwind“), da rahgetakelte Schiffe besser vom Wind „geschoben“ werden. Kompensiert wird das durch die Verwendung großer, bauchiger Vorsegel wie Spinnaker oder Gennaker. Vorteile für rahgetakelte Fahrzeuge ergeben sich außerdem beim Halsen, da bei rahgetakelten Fahrzeugen kein Segel und kein Baum über die Längsachse des Schiffes bewegt werden muss. Entsprechend sind die Gefahren einer Patenthalse (einer unfreiwilligen, unkontrollierten Halse) vor allem ein Problem der Schratsegler. Bei sehr großen Schiffen wird die Segelfläche von hochgetakelten Schiffen generell schwer handhabbar; rahgetakelte Schiffe haben hier durch die größere Anzahl der einzelnen Segel Vorteile.